# Yoann Rapinier

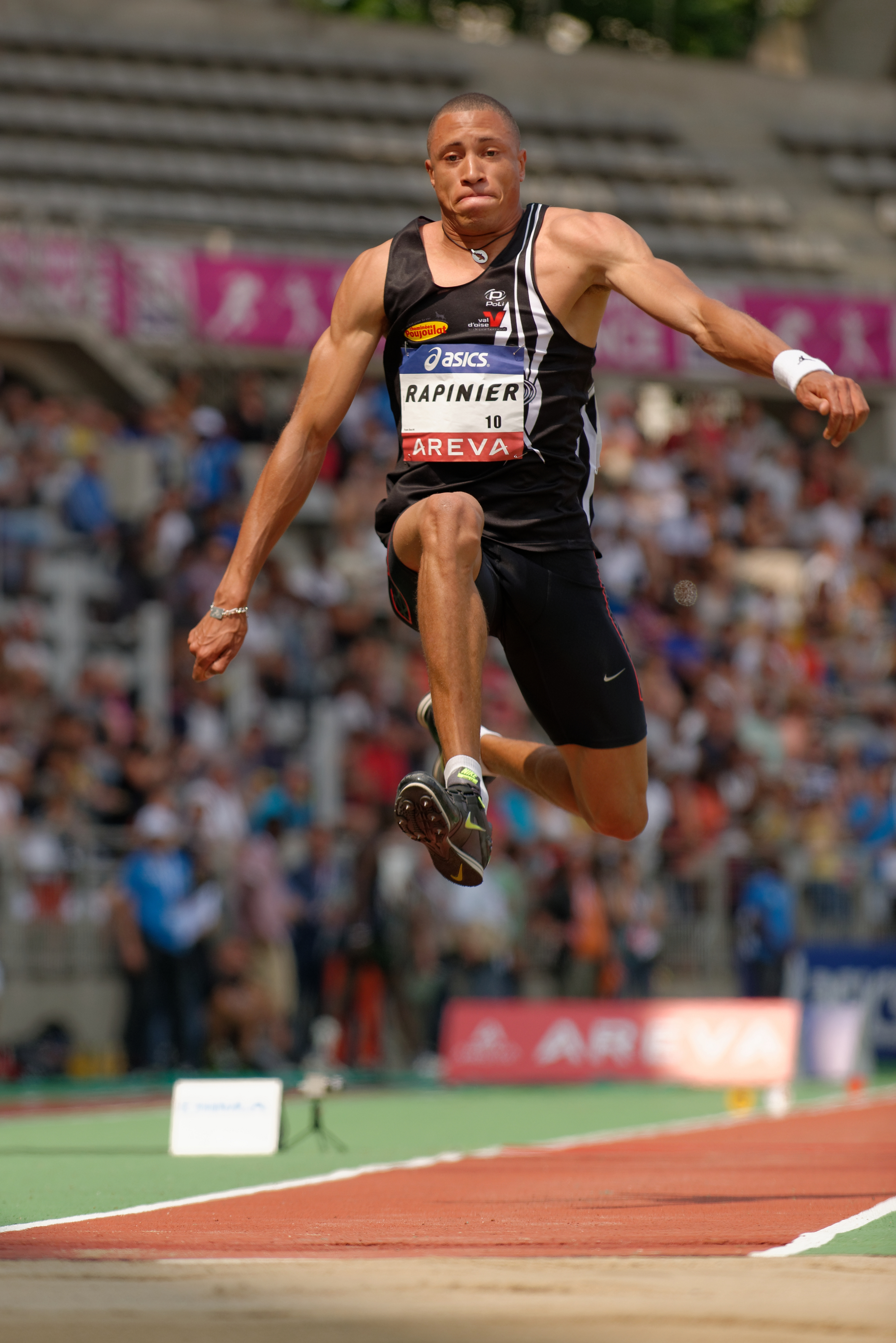
Yoann Rapinier realizando un triple salto.

Yoann Rapinier (29 de septiembre de 1989, Pontoise, Francia) es un atleta francés (con ascendencia de Martinica) de triple salto. 

## Palmarés
| Año  | Competición                                       | Ciudad         | Clasificación | Marca   |
| ---- | ------------------------------------------------- | -------------- | ------------- | ------- |
| 2011 | Campeonato Europeo de Atletismo en Pista Cubierta | Paris, Francia | 4º            | 17,23 m |
| 2011 | Doha meeting                                      | Doha, Catar    | 4º            | 16,21 m |